# Biserica reformată din Torba

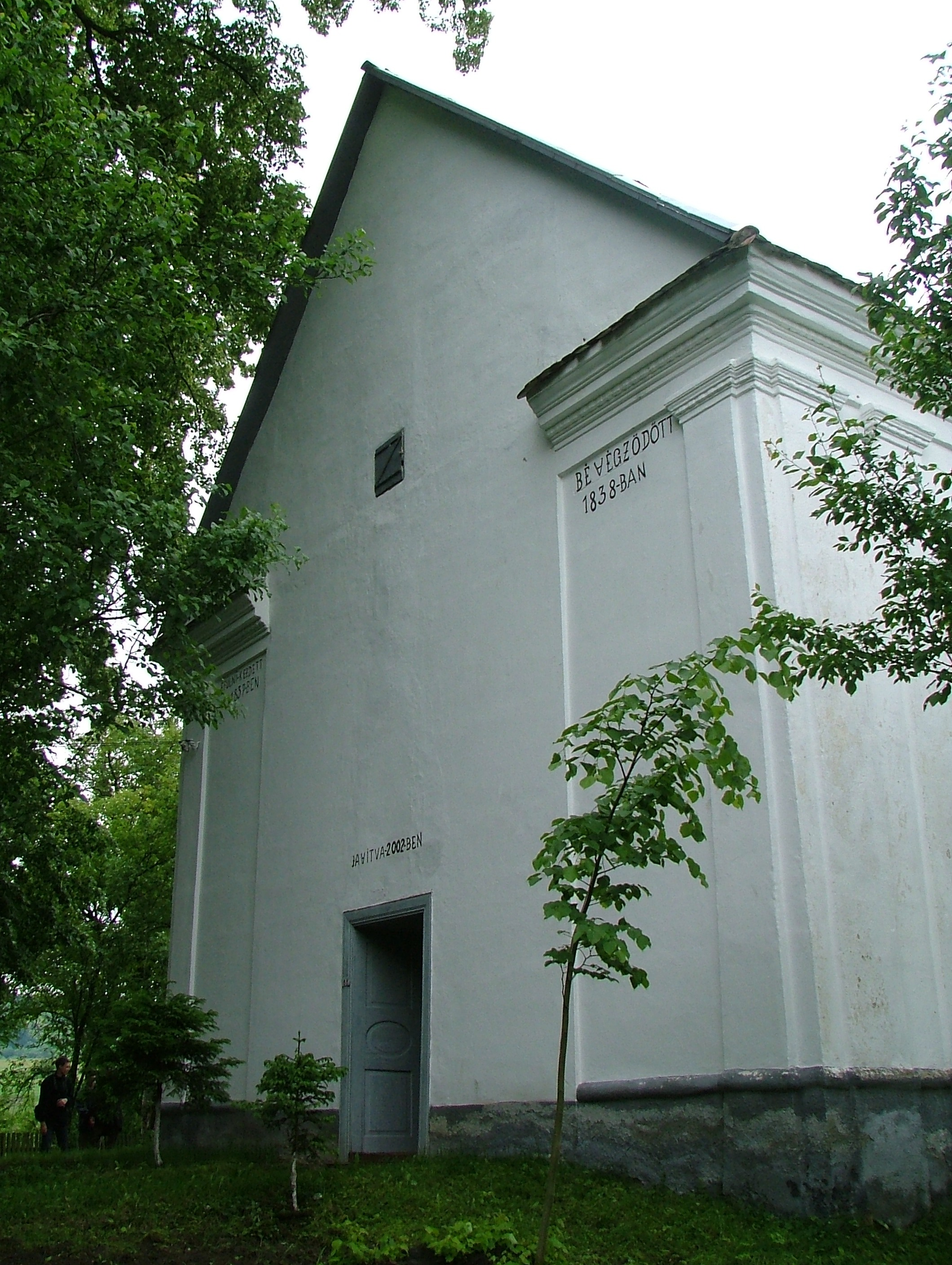
Biserica reformată din Torba

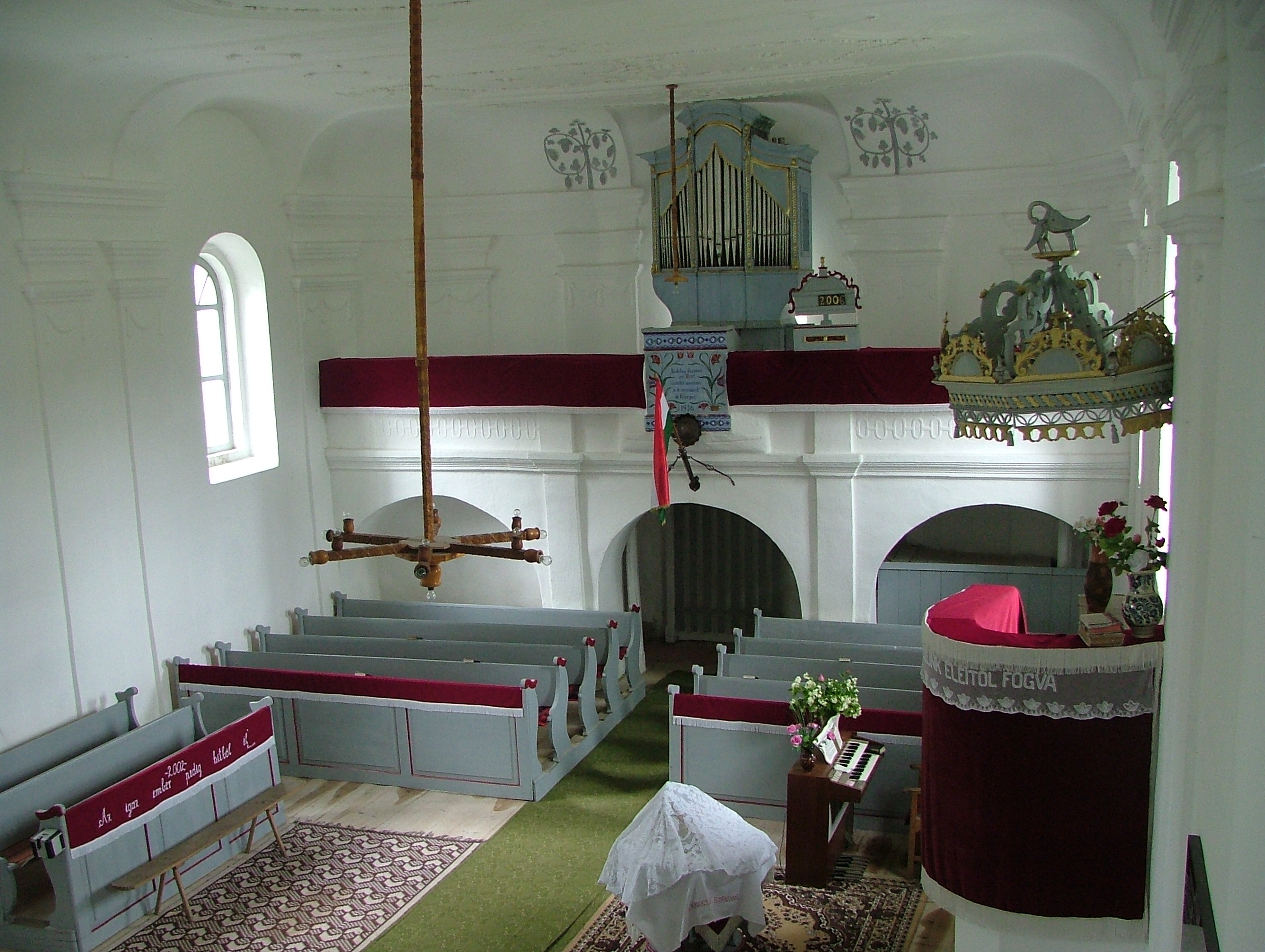
Interiorul navei

Biserica reformată din Torba este un lăcaș de cult aflat pe teritoriul satului Torba, comuna  Măgherani, județul Mureș. Datează din secolul al XIX-lea. Biserica face parte din situl rural Torba, monument istoric cod LMI MS-II-a-B-16051.

## Localitatea
Torba (în maghiară Torboszló) este un sat în comuna Măgherani din județul Mureș, Transilvania, România.. A fost menționat pentru prima oară în anul 1567.

## Biserica
Nu există  date despre biserica veche. În perioada catolică era filie la Berekeresztúr (Bâra). Credincioșii catolici din perioada medievală au devenit în majoritate reformați în timpul Reformei.
După Reformă a rămas în continuare filie la Bâra, iar apoi la parohia reformată Eremieni.
A devenit parohie în 1793, când avea cu siguranță biserică pentru că în inventarul actualei biserici există obiecte din 1713, 1760, 1770. Biserica actuală este construită între anii 1837-1838.

## Vezi și
- Torba, Mureș

## Imagini

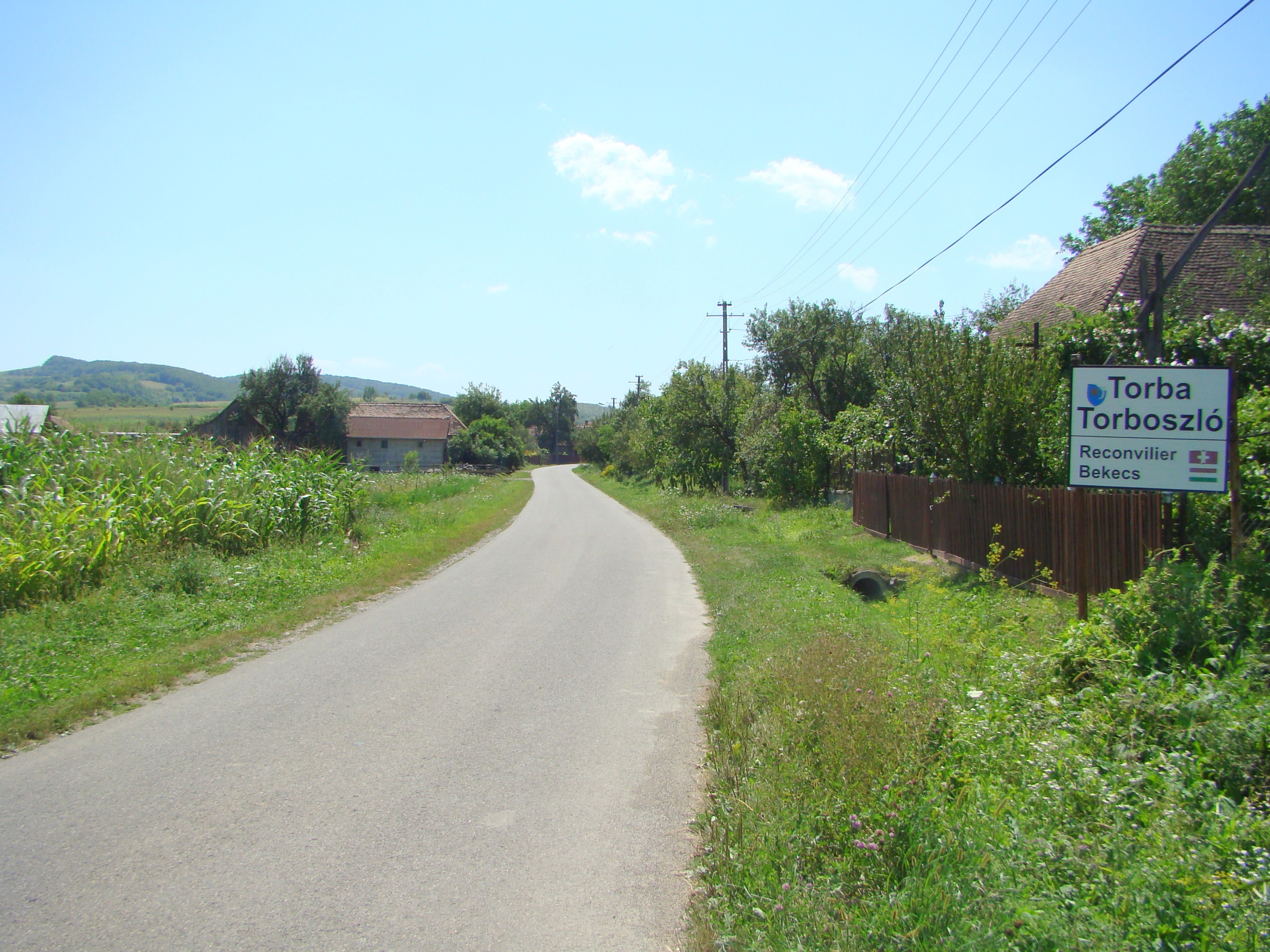
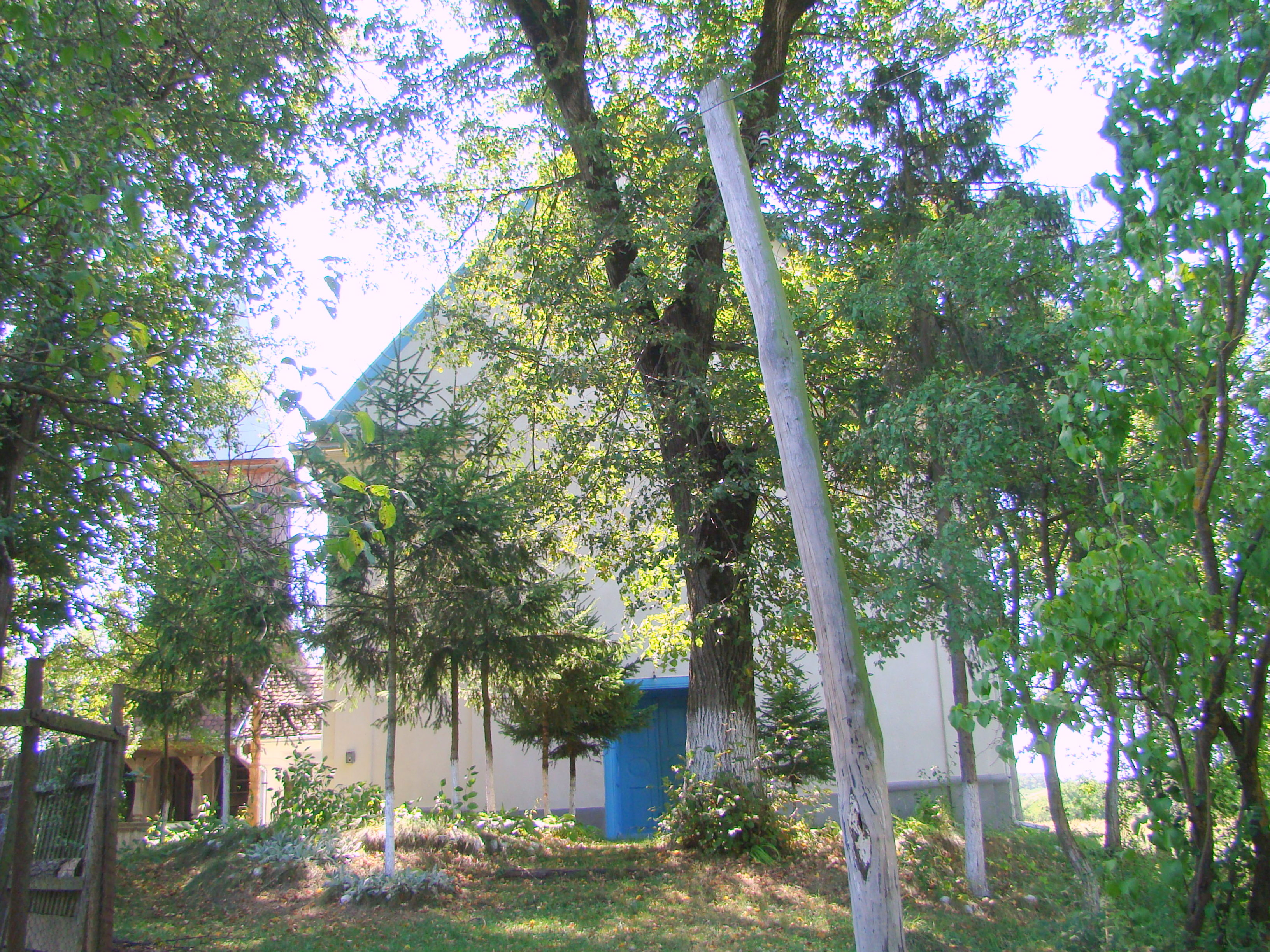
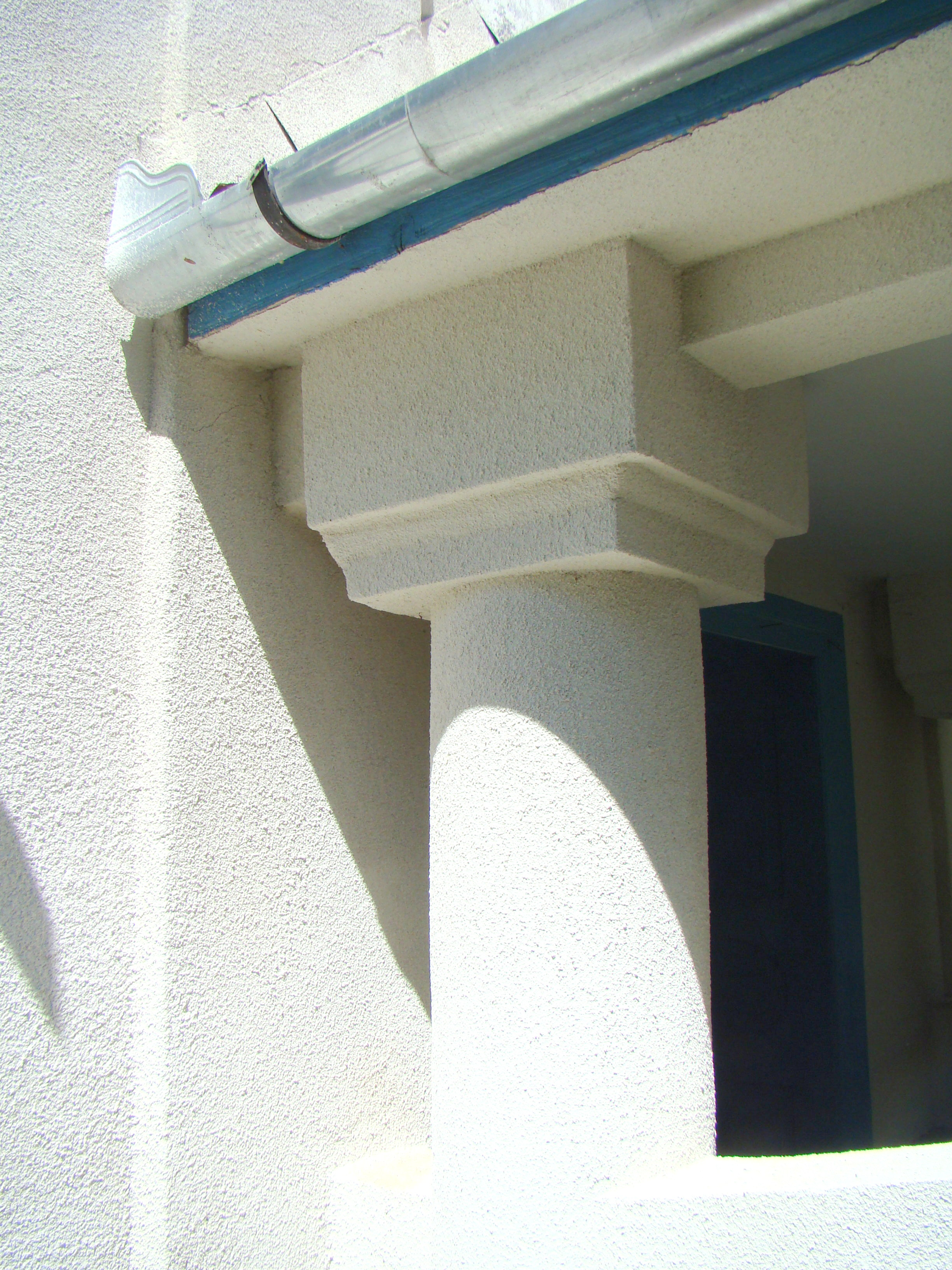
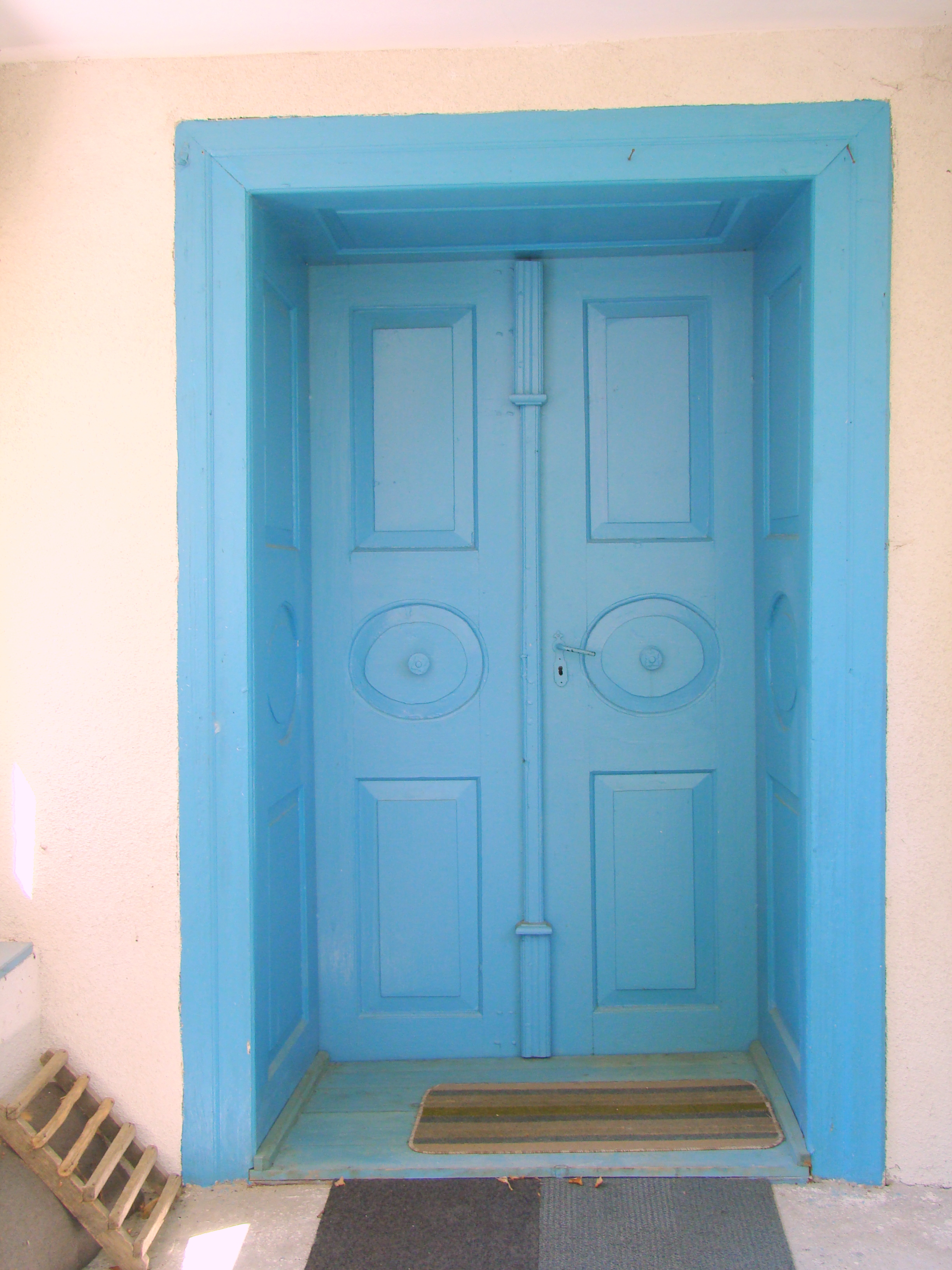
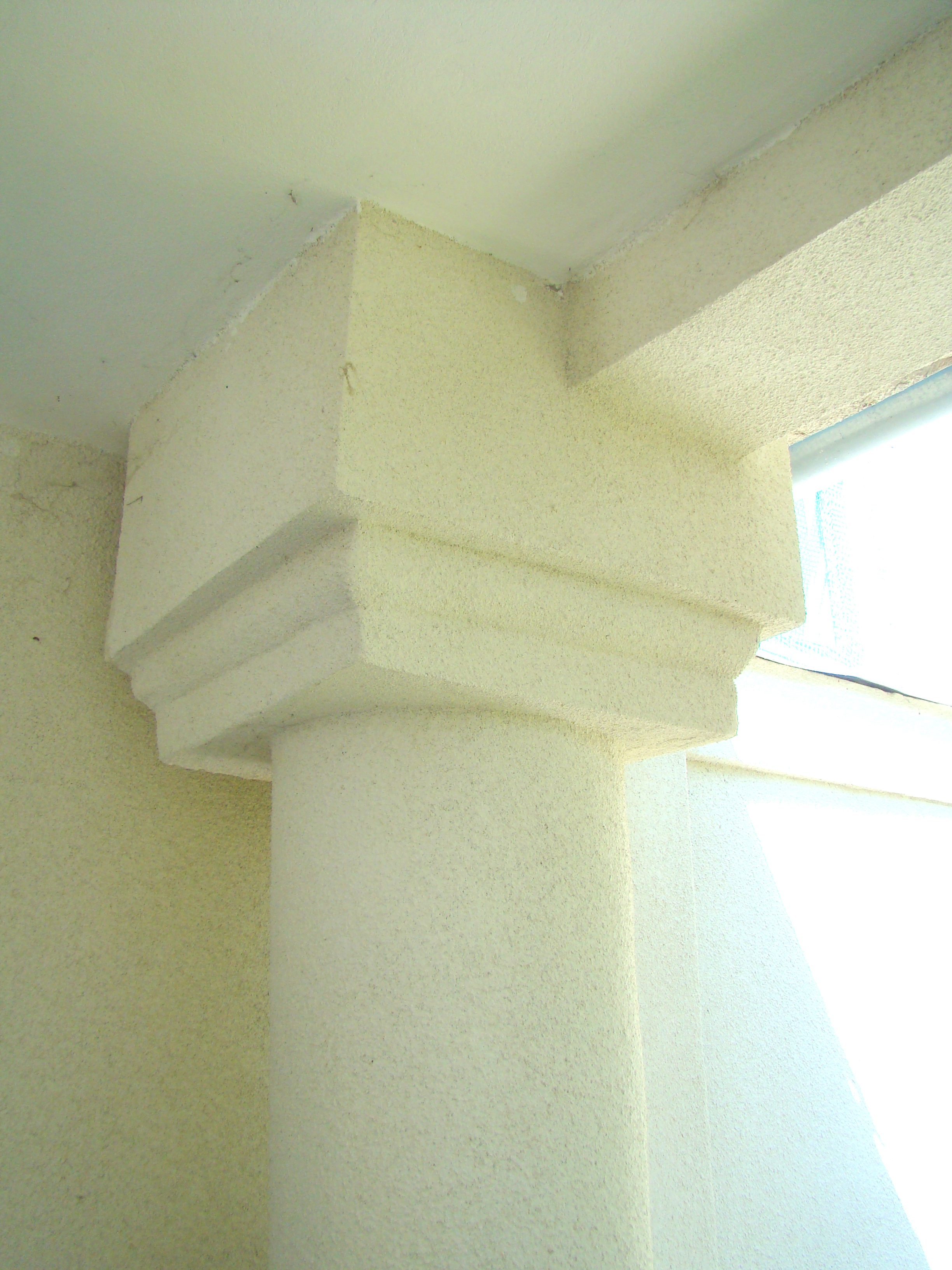
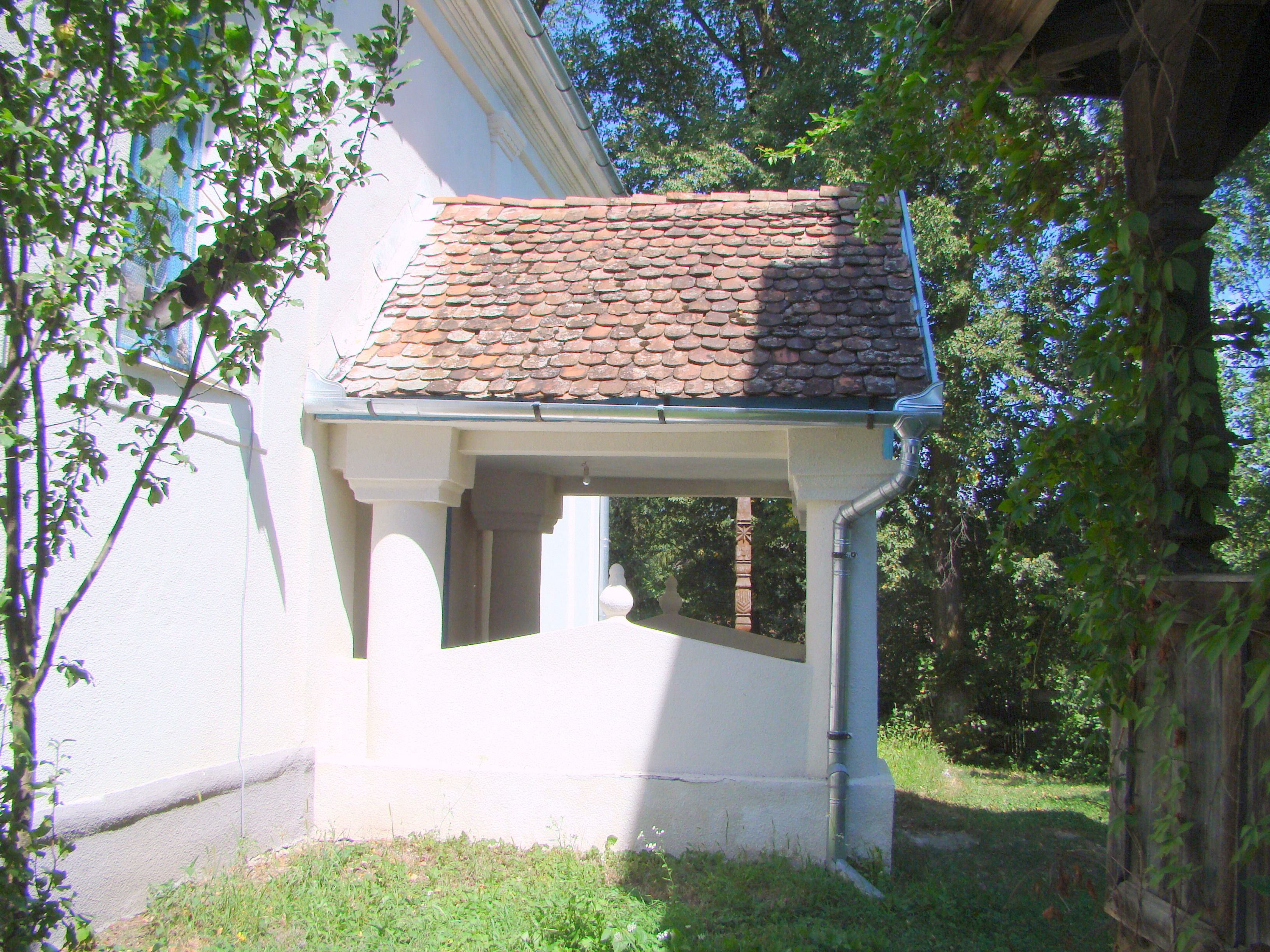
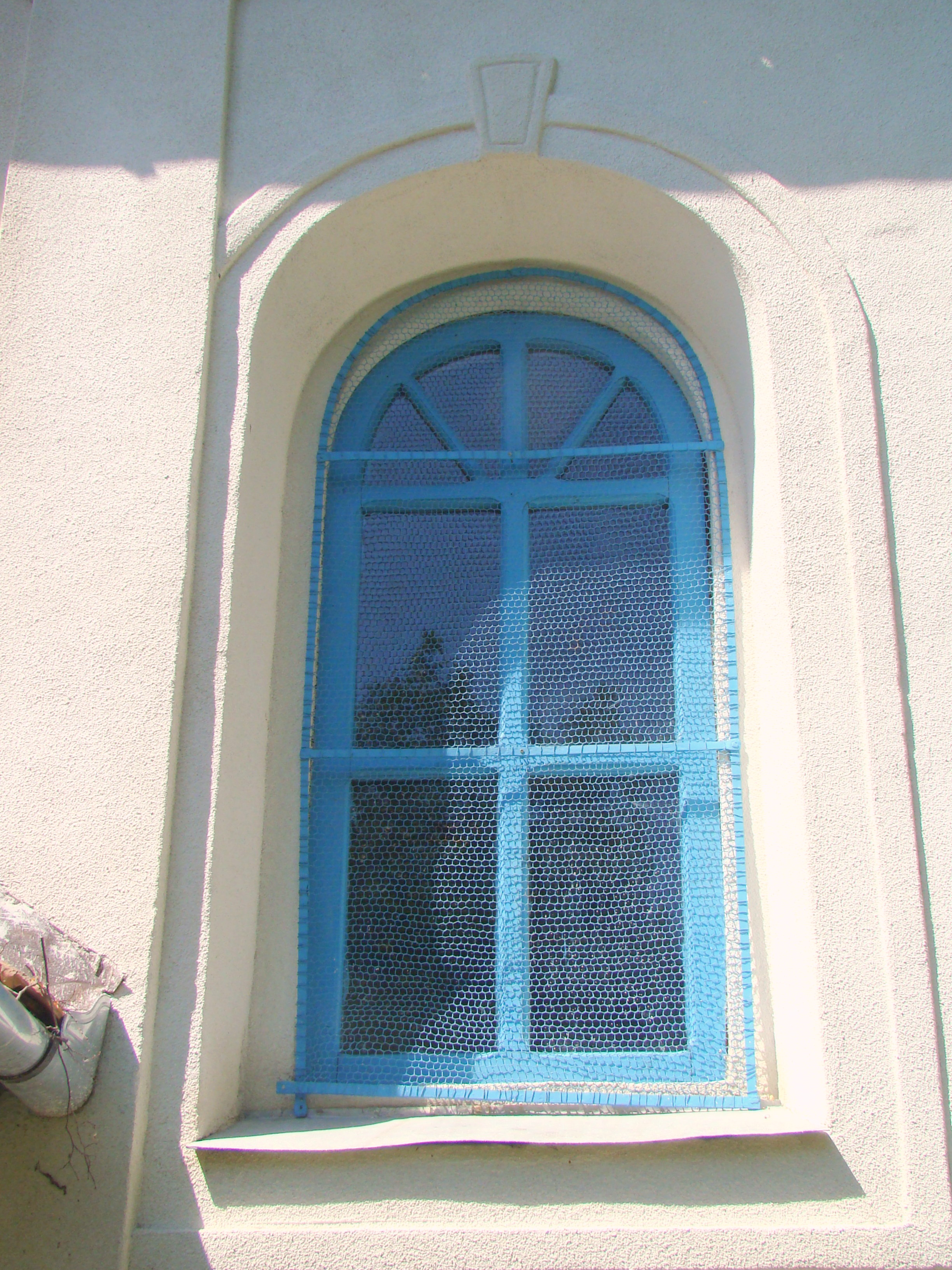
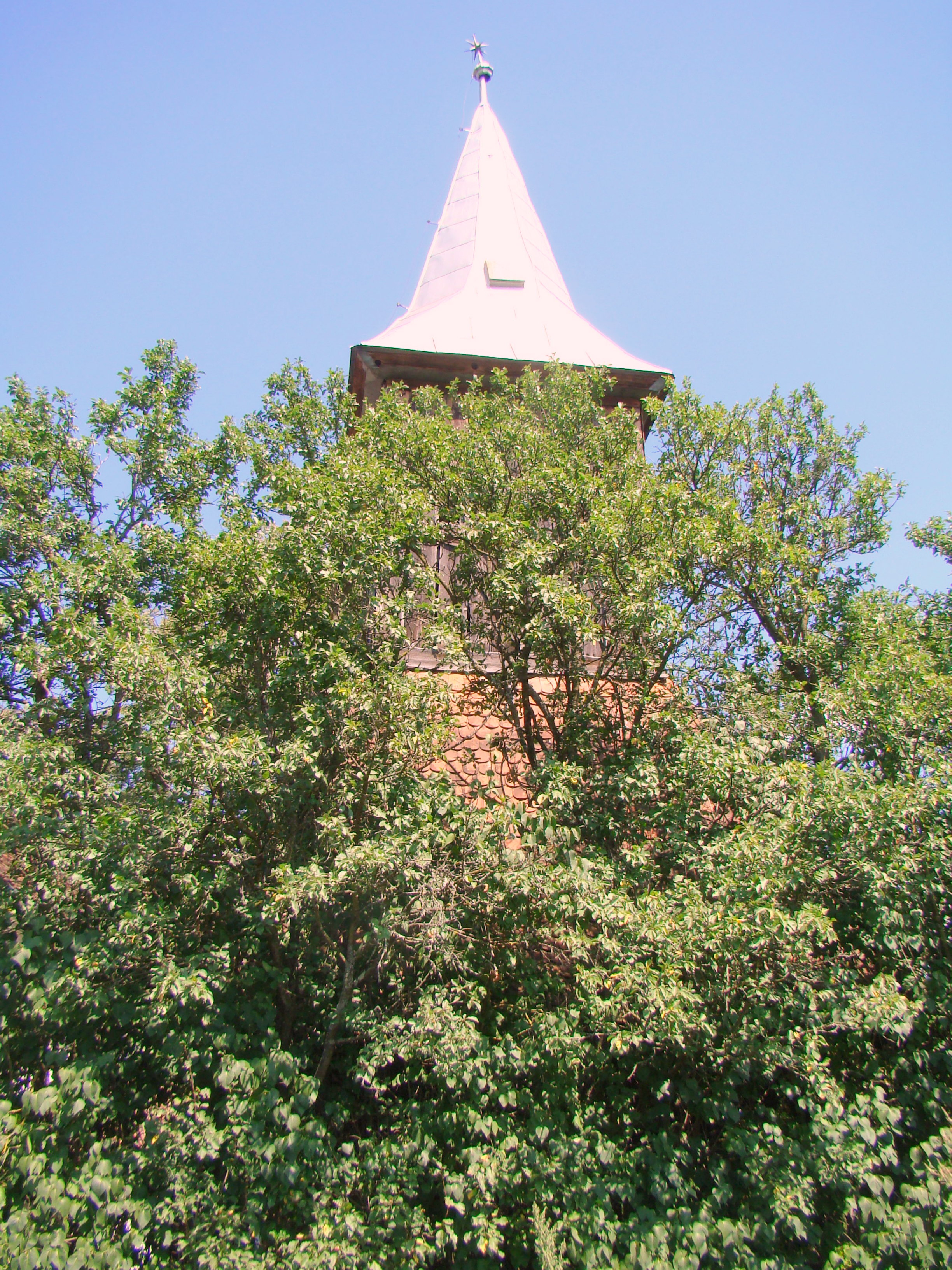
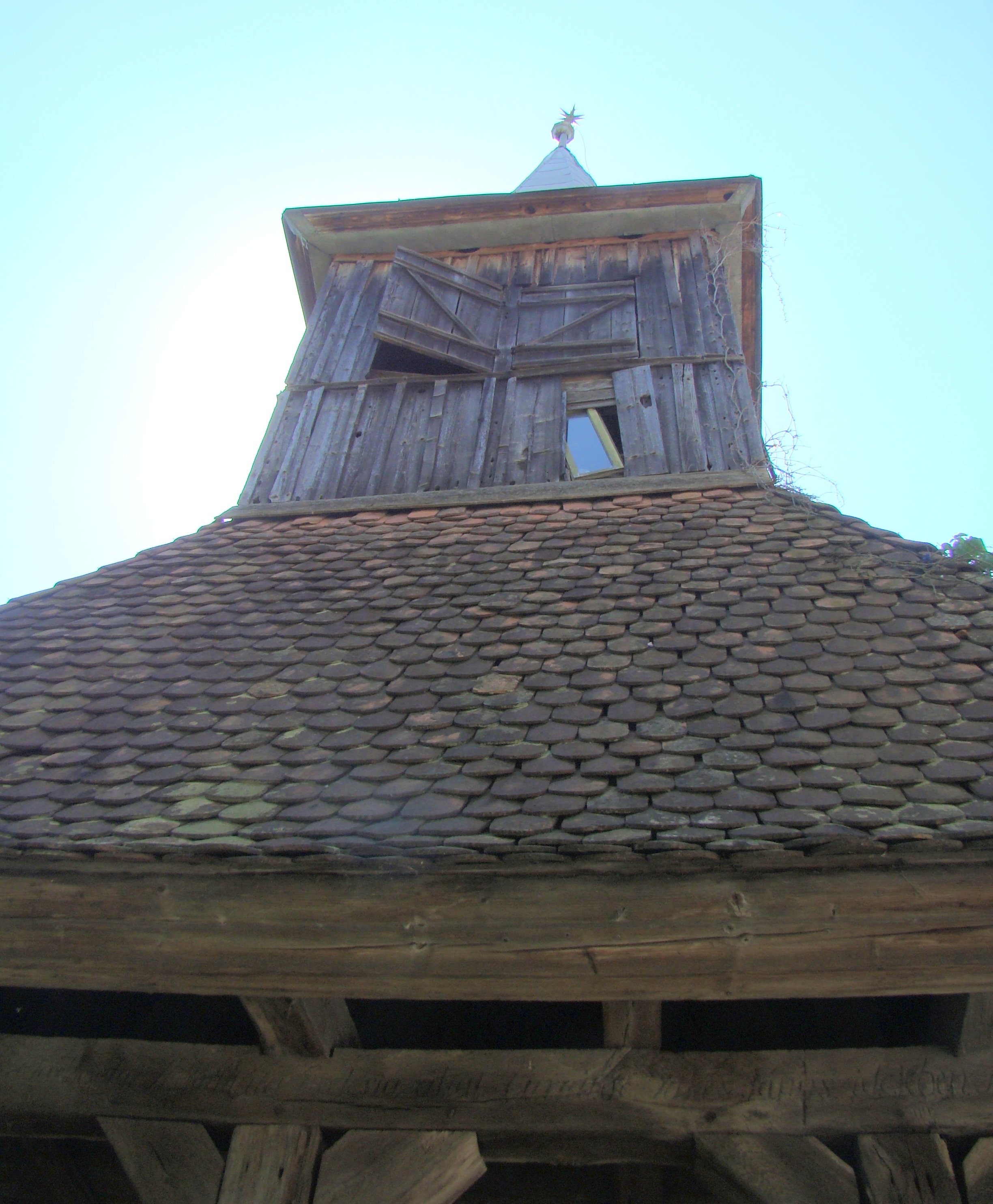
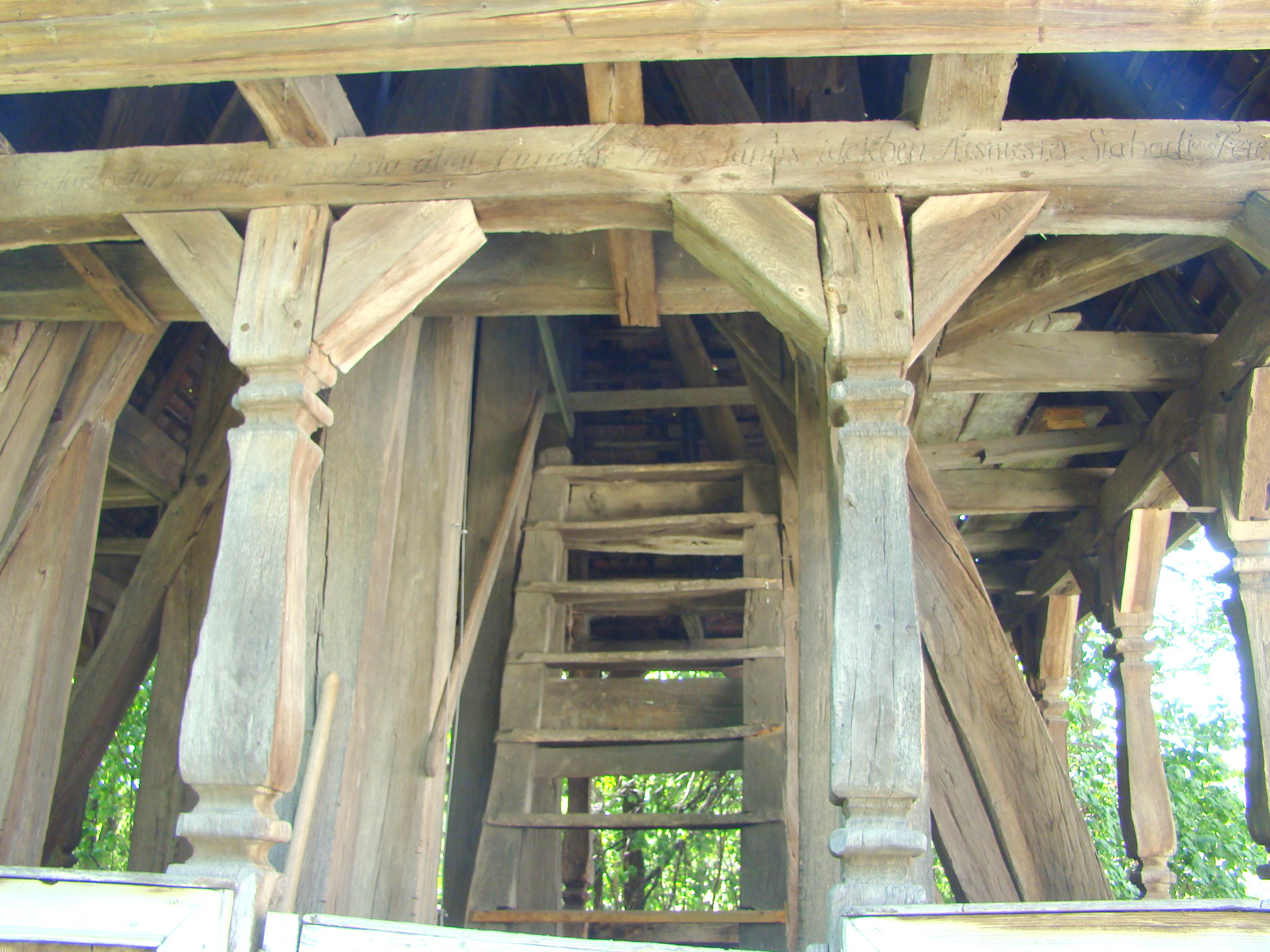
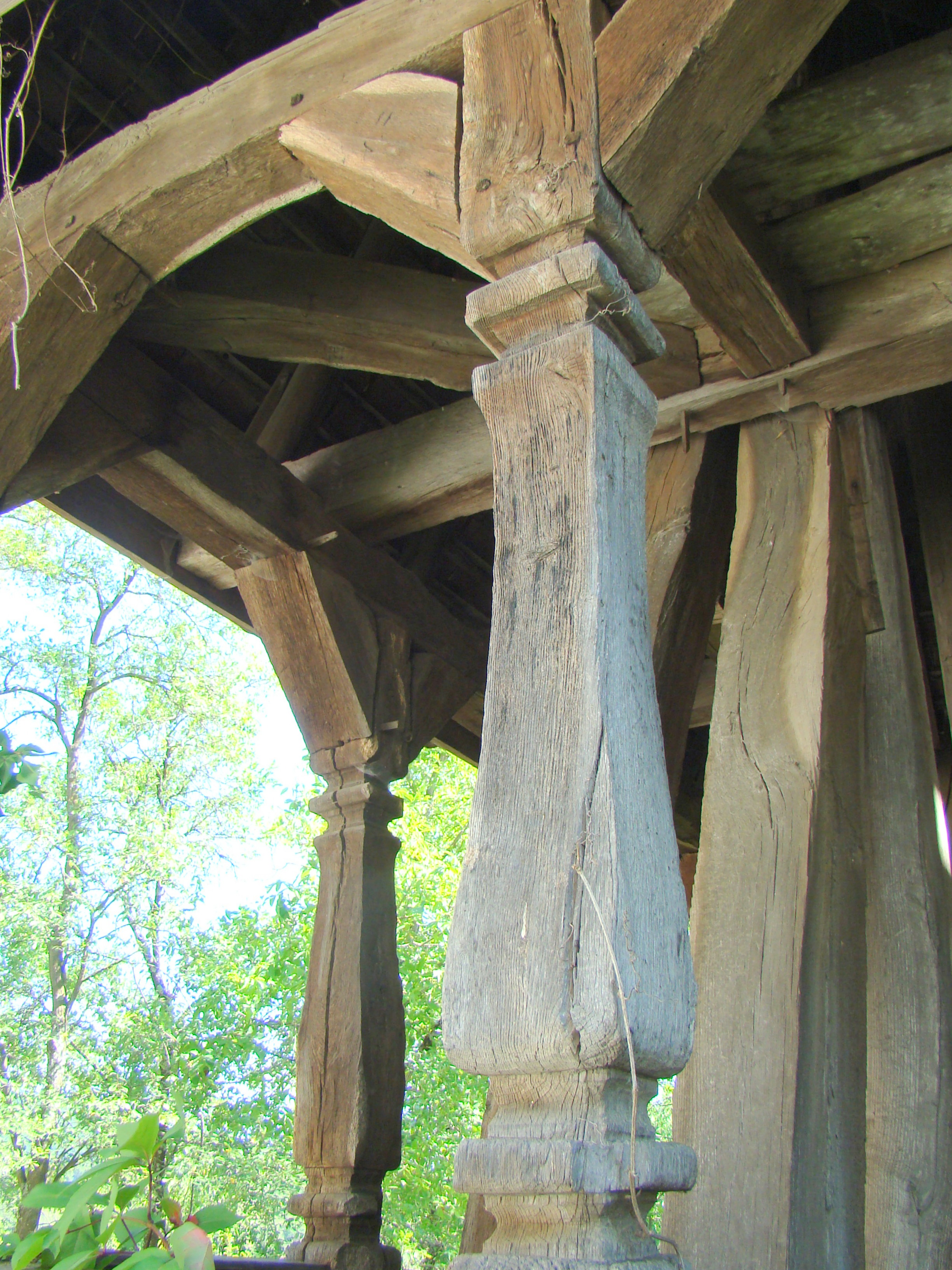
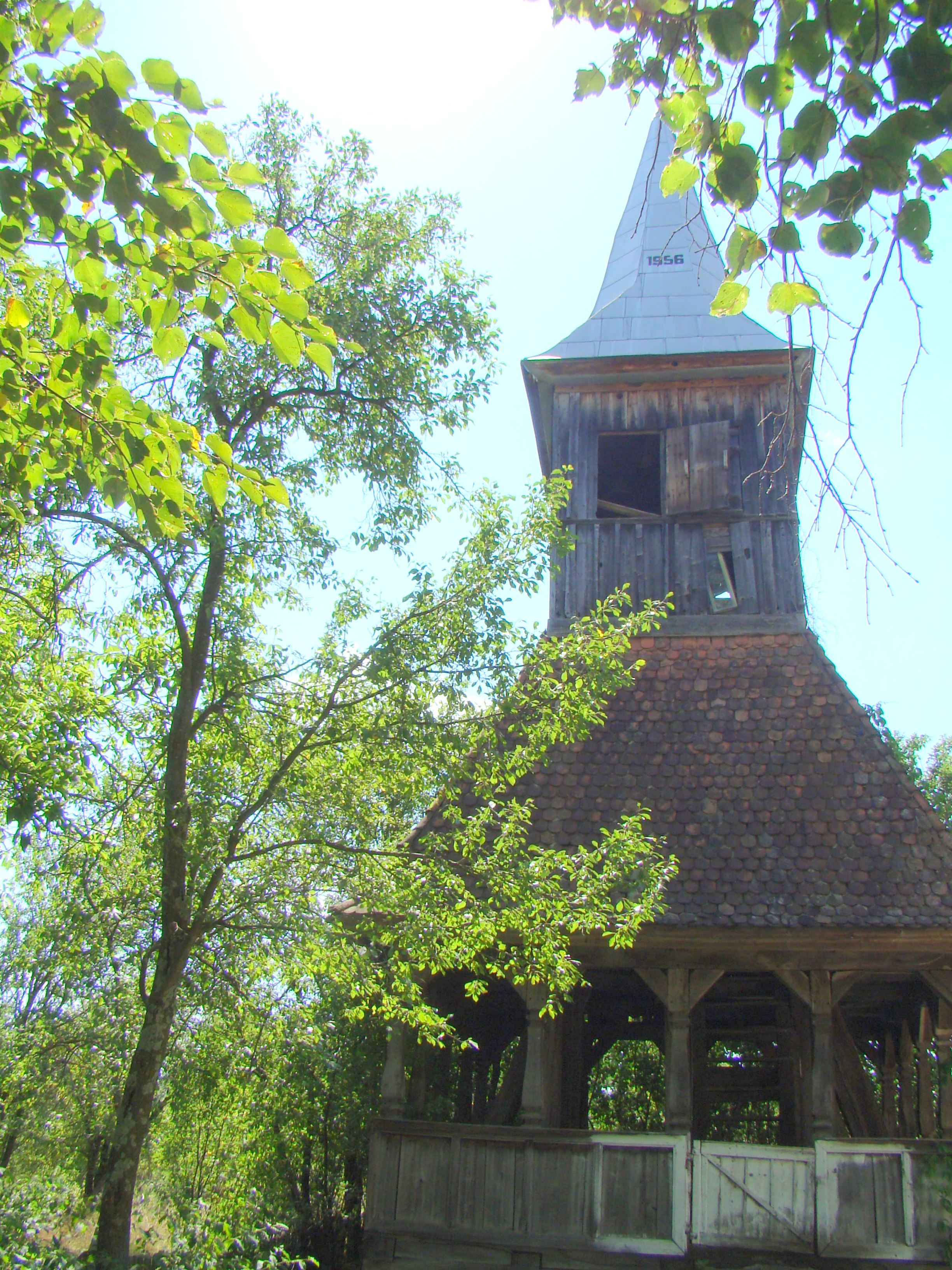
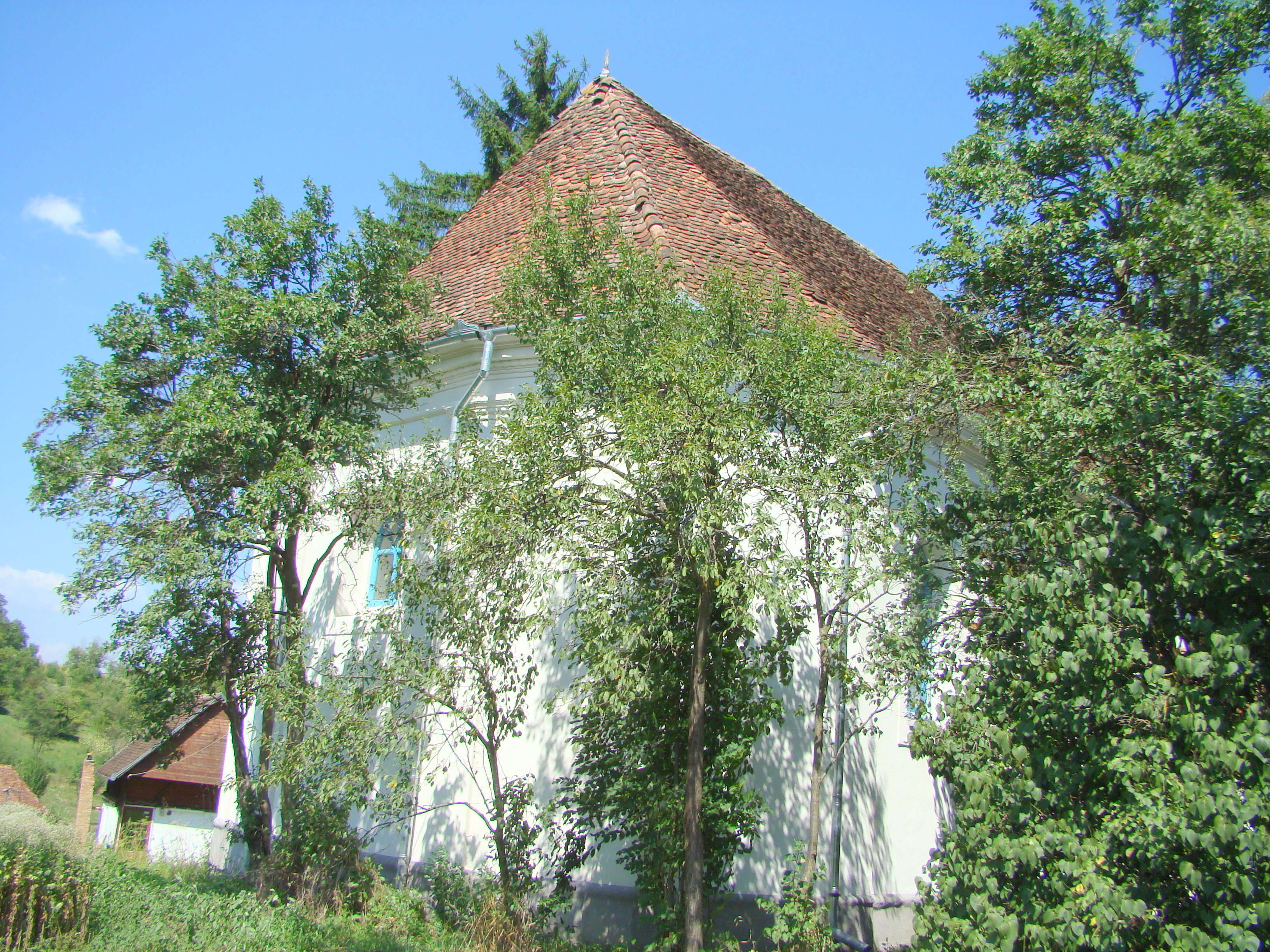
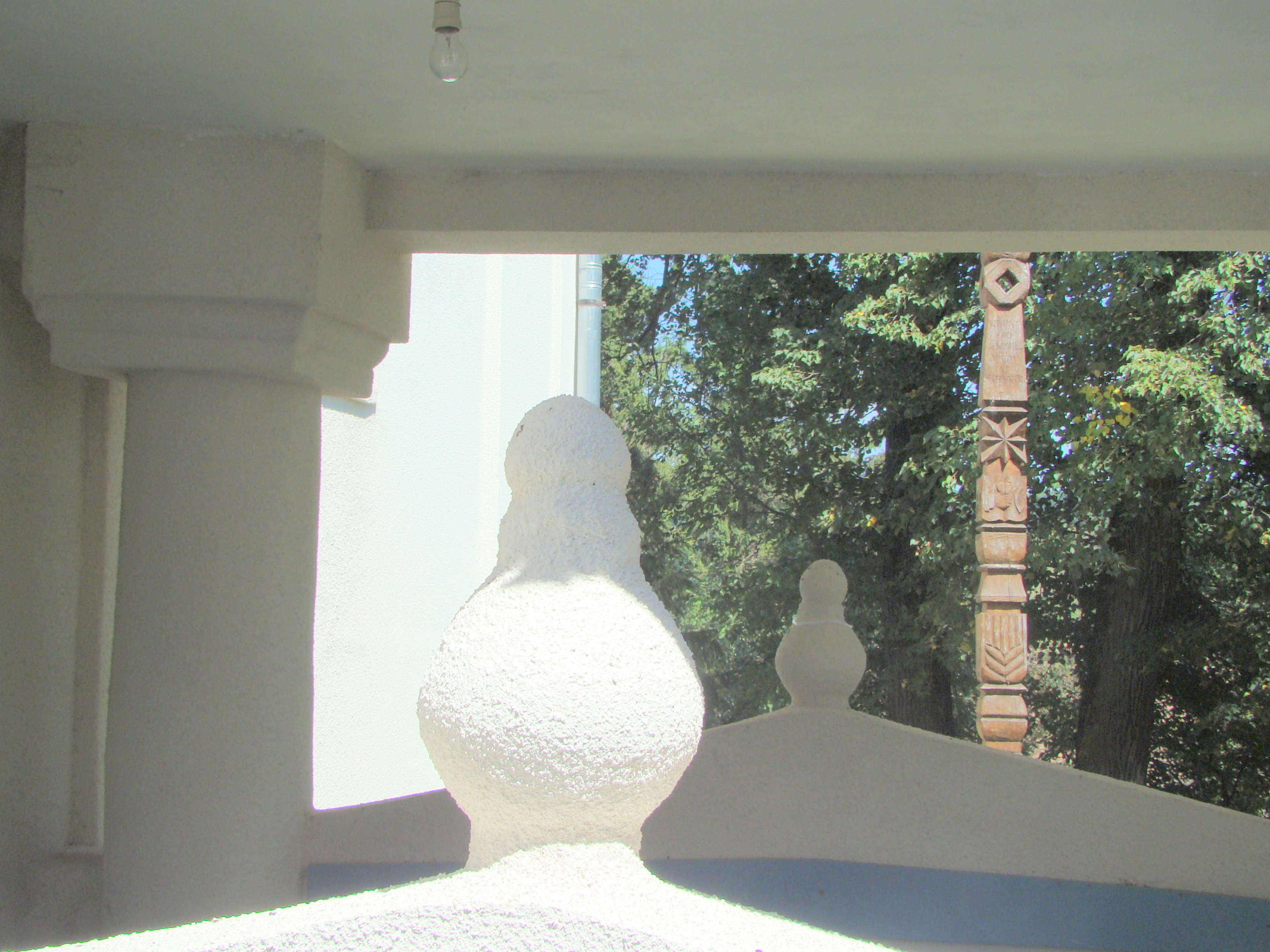
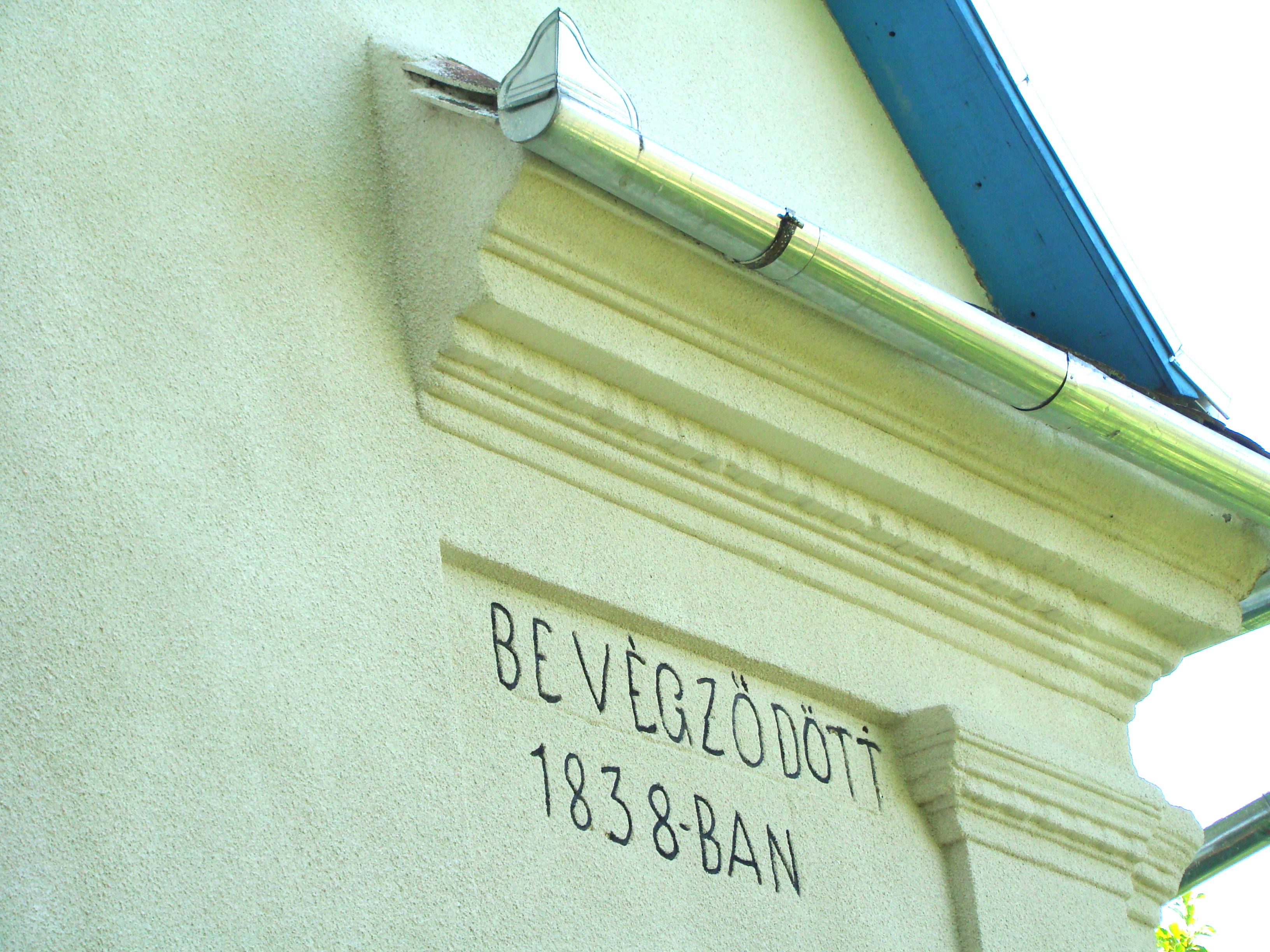
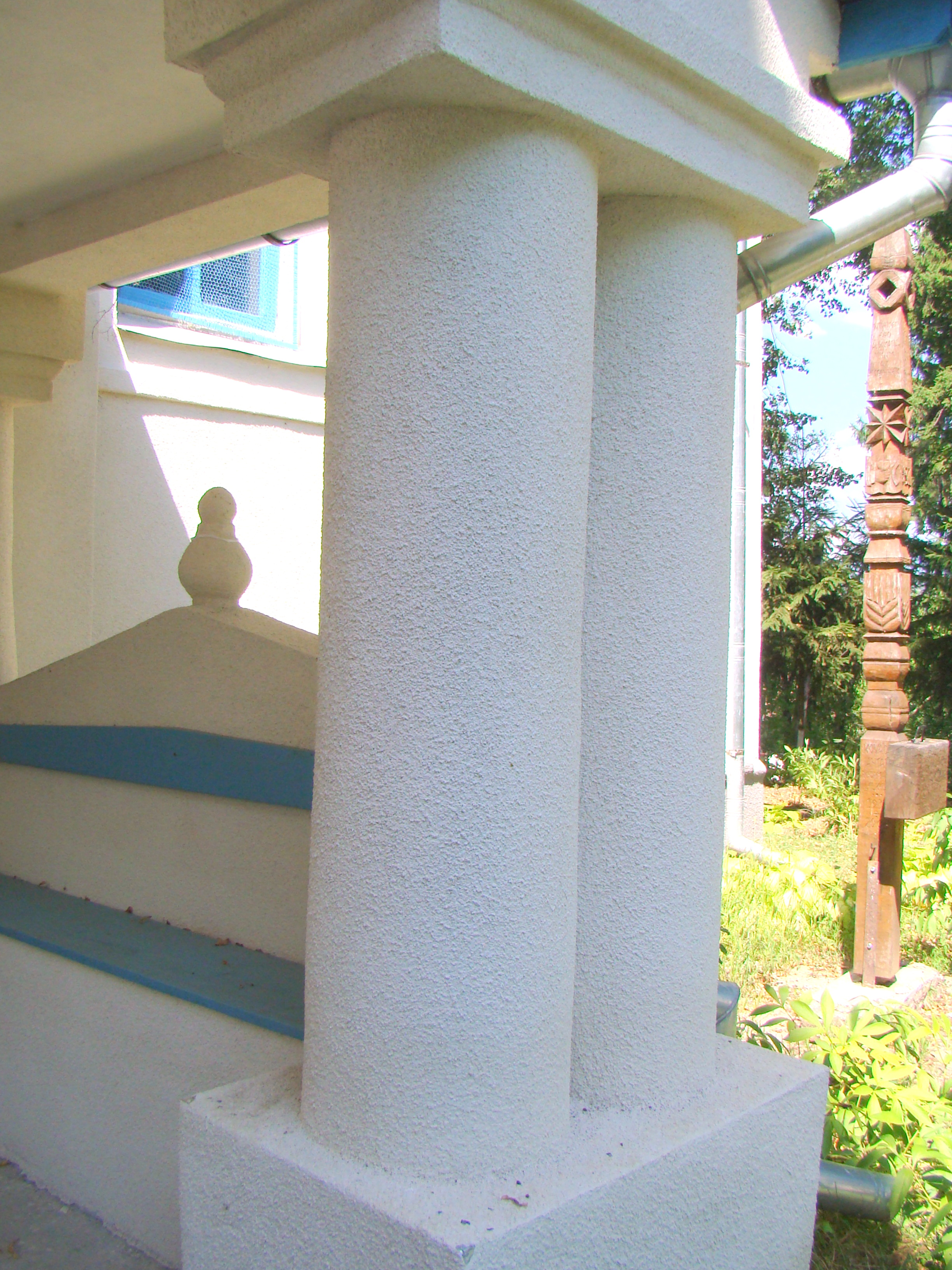
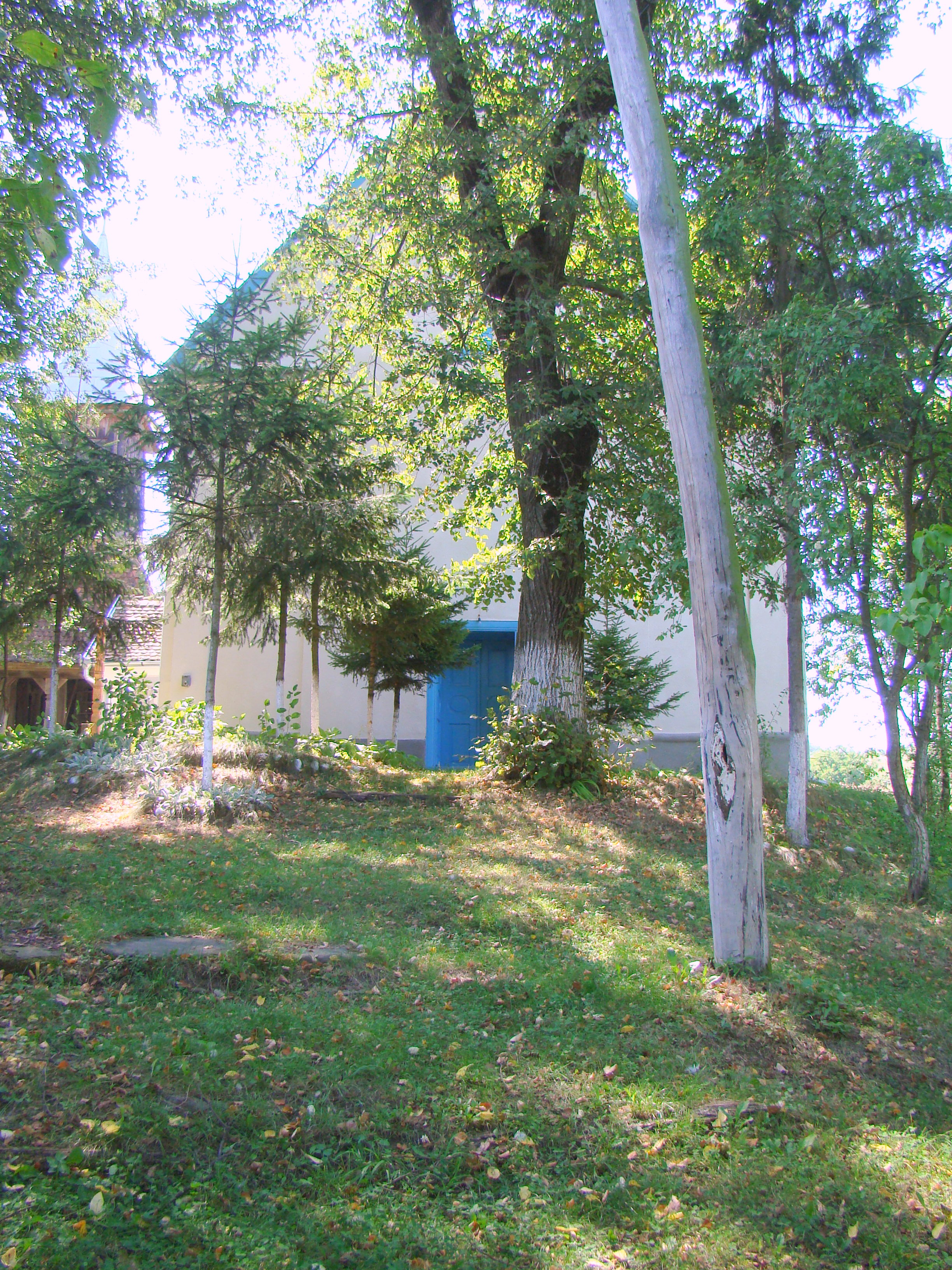
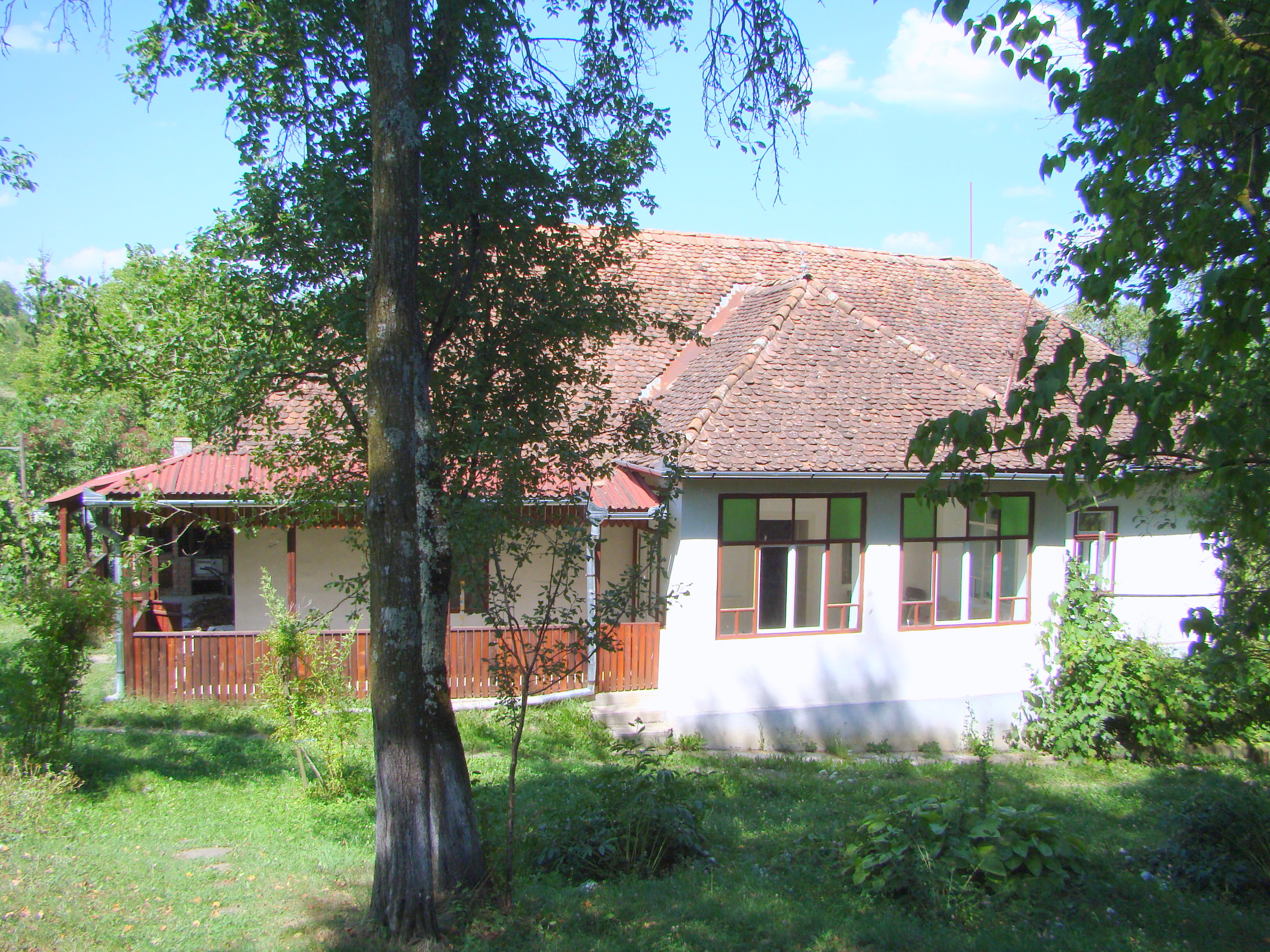
Casa parohială
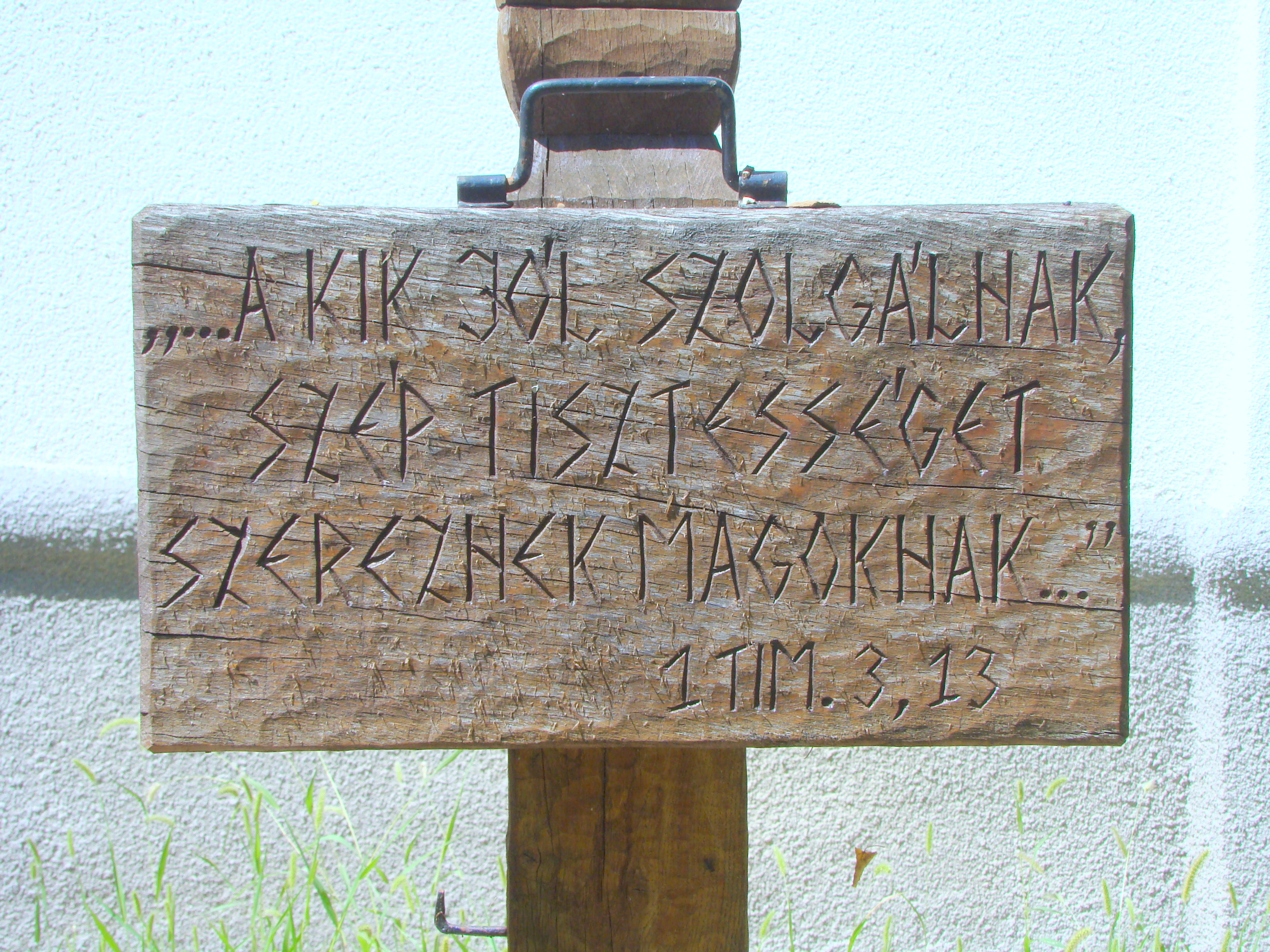
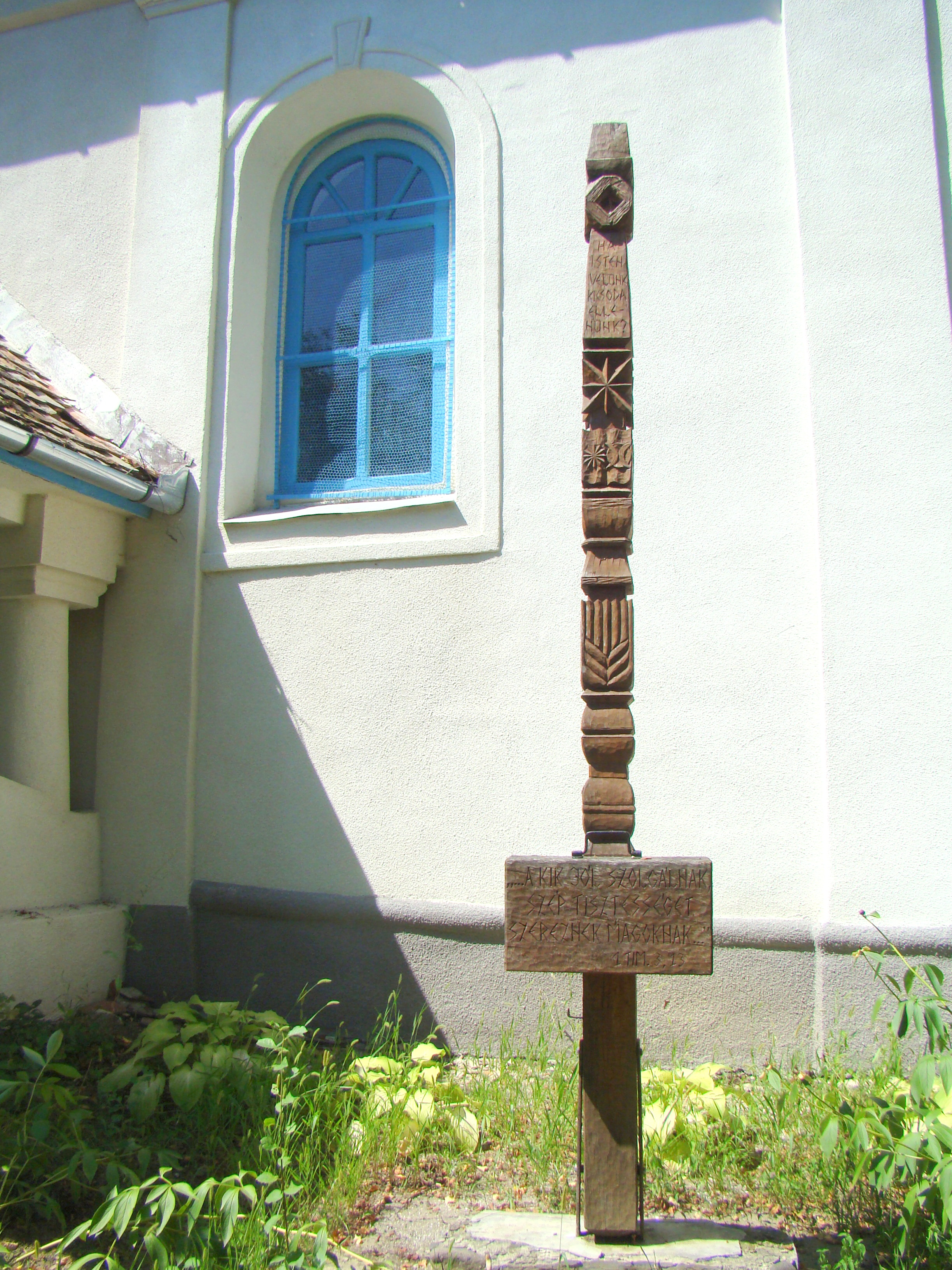
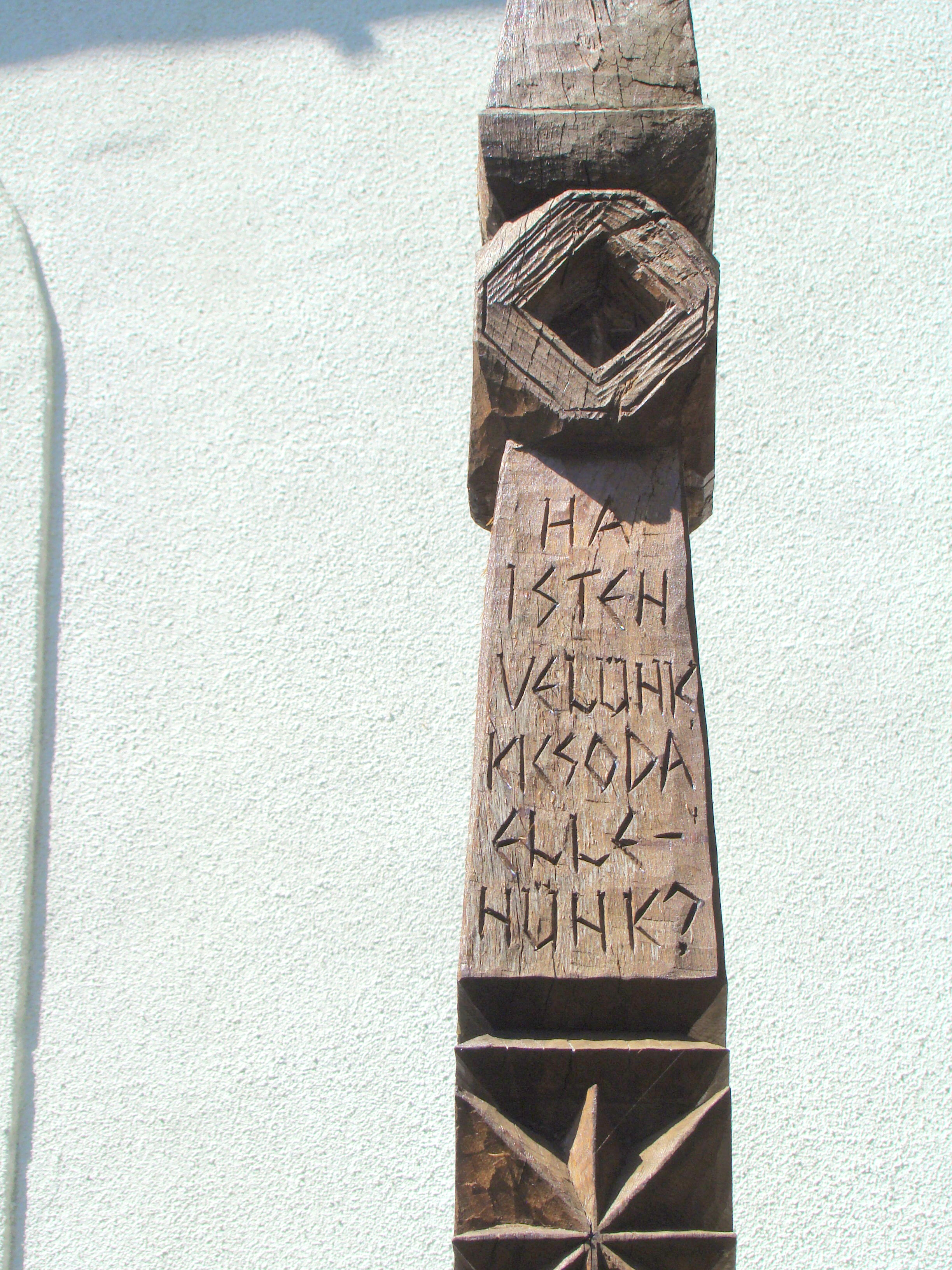
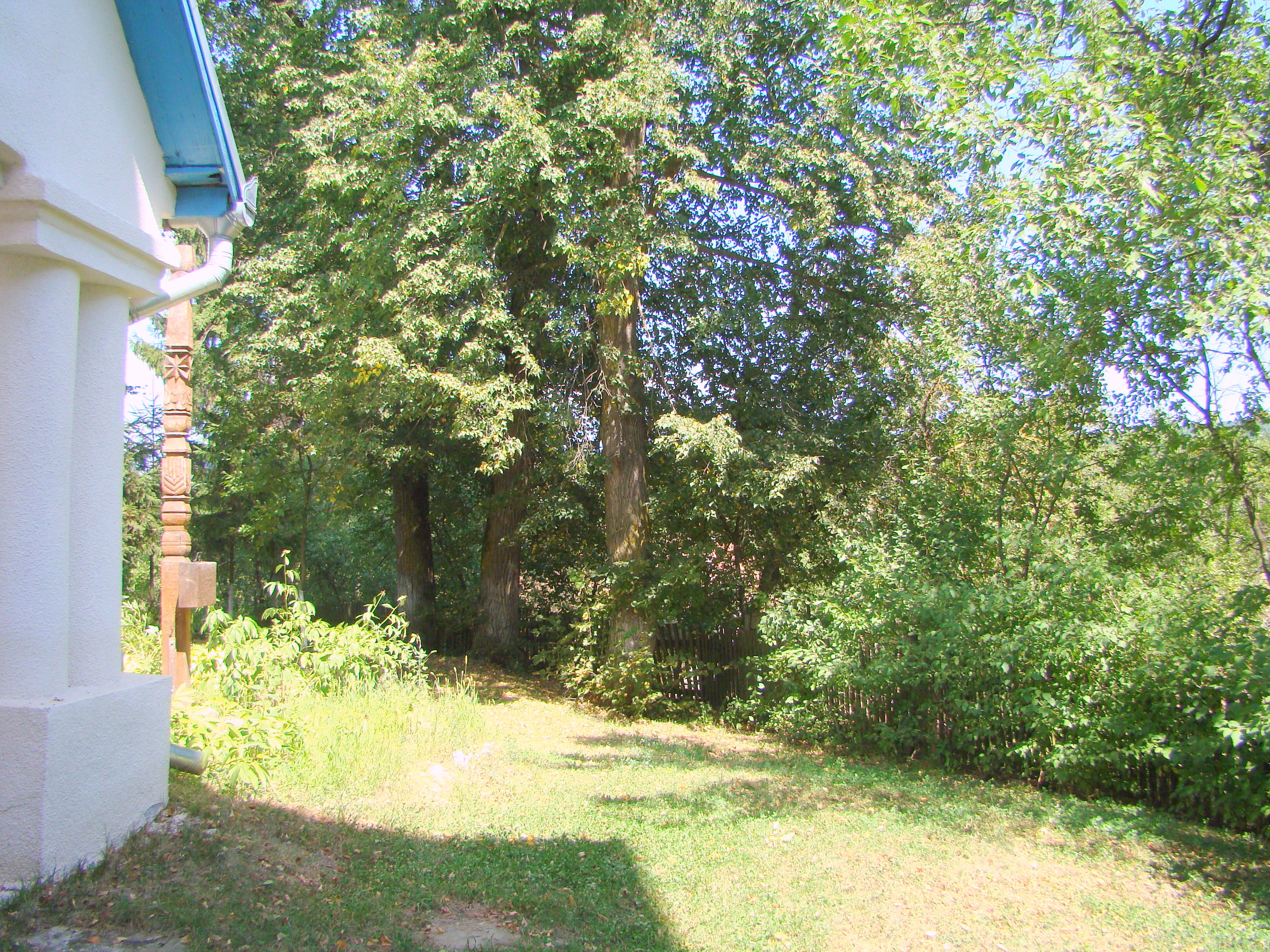
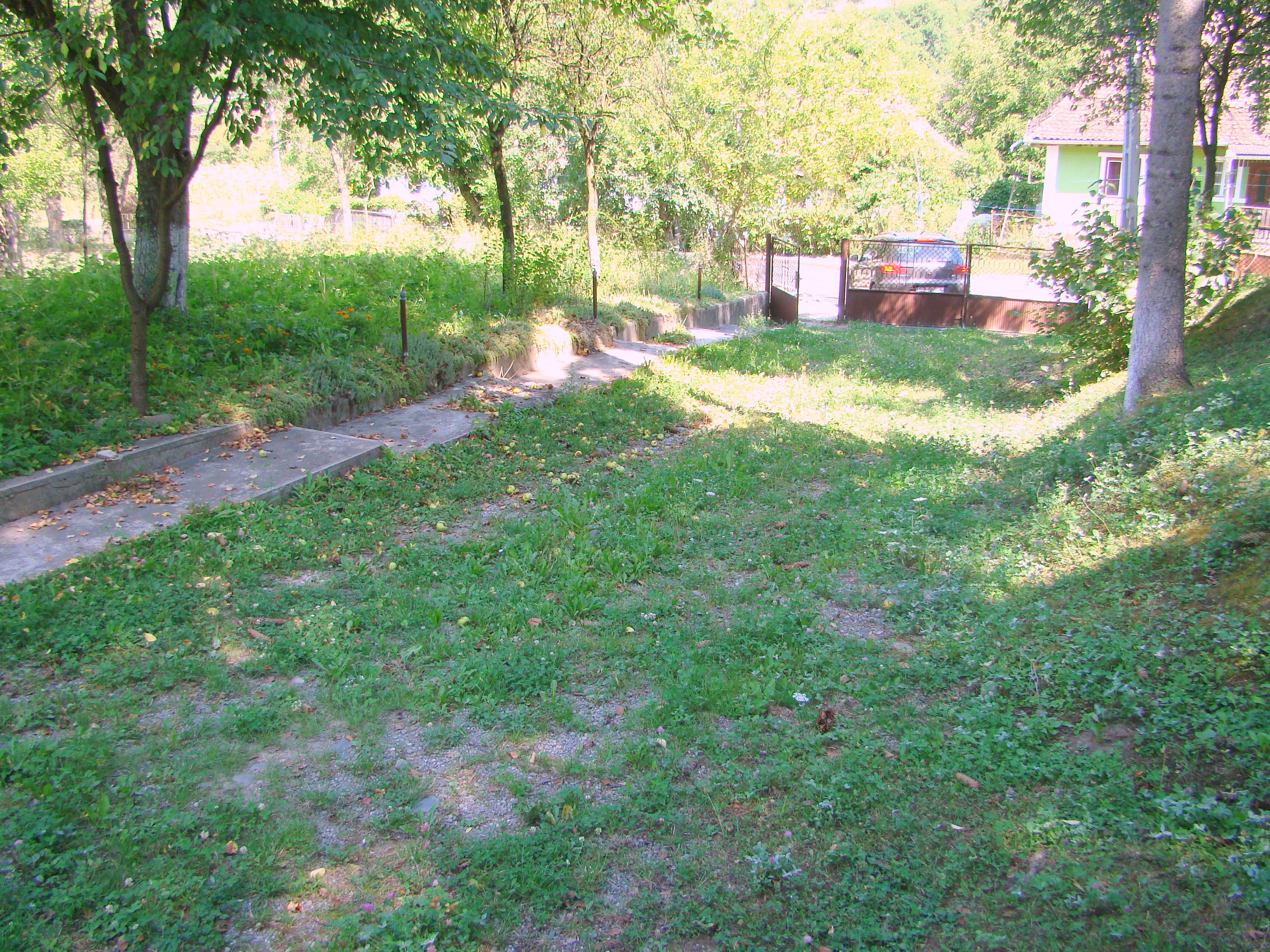